# Adèle Castillon
Adèle Castillon du Perron (Angers, 24 d'octubre de 2001), és una cantant, actriu i youtuber francesa.

## Biografia
Adèle Castillon es va donar a conèixer al gran públic gràcies a l'humor peculiar dels seus vídeos que ha publicat des dels 13 anys.
Va debutar al cinema el 2017 a la pel·lícula de Dominique Farrugia Sous le même toit, on va compartir cartell amb Gilles Lellouche i Louise Bourgoin. El mateix any, va ser enviada a Dharamsala per a entrevistar-se amb Tenzin Gyatso. La conversa és a l'origen del llibre Faites la révolution!, publicat el 2017 per Sofia Stril-Rever i basat en l'entrevista al 14è dalai-lama. També es va publicar un documental d'aquesta trobada a la plataforma Verticale.
El 2019, interpretà una adolescent inquietant a la pel·lícula de Sébastien Marnier L'heure de la sortie, on en companyia dels seus companys de classe turmenta el professor substitut Laurent Lafitte.
El setembre de 2018 va crear, amb Matthieu Reynaud, Videoclub, un grup d'electropop. El seu primer senzill Amour Plastique, produït per Régis Reynaud, va gaudir de cert èxit. El primer concert fou a Nantes. El grup començà una primera gira l'estiu de 2019.

## Discografia

### Senzills

#### Amb Videoclub
- 2015: Les Pâtes
- 2018: Amour plastique
- 2018: Roi
- 2019: En nuit
- 2019: What are you so afraid of
- 2019: Mai
- 2020: Enfance 80

## Filmografia

### Cinema
- 2017: Sous le même toit de Dominique Farrugia: Violette
- 2019: L'heure de la sortie de Sébastien Marnier: Clara